# Sarah Tkotsch
Sarah Tkotsch (Köthen, 2 febbraio 1988) è un'attrice e doppiatrice tedesca.

## Biografia
Fino al 2010, Tkotsch è stata legata sentimentalmente al collega attore Jörn Schlönvoigt.
Sua sorella minore, Sina Tkotsch, è anch’ella attrice.

## Filmografia

### Cinema
- Rookie – Fast platt - regia di Tommy Krappweis e Erik Haffner (2011)

### Televisione
- Polizeiruf 110 - serie TV (2004)
- Hinter Gittern – Der Frauenknast - serie TV (2005)
- Tatort - serie TV (2005-2010)
- 14º Distretto (Großstadtrevier) - serie TV (2006)
- Gute Zeiten, schlechte Zeiten - serie TV (2007-2010)
- Hausmeister Krause – Ordnung muss sein - serie TV (2010)
- Der Bergdoktor - serie TV (2012)
- Guardia costiera (Küstenwache) - serie TV (2013)
- In aller Freundschaft - serie TV (2014-2016)
- Circle of Life (Familie Dr. Kleist) - serie TV (2019)
- La nave dei sogni - Viaggio di nozze (Kreuzfahrt ins Glück) - serie TV (2020)

## Doppiaggio
- Shouko in Wolf Children - Ame e Yuki i bambini lupo
- Genpou Saji in Ikkitousen
- Babs Seed in My Little Pony - L'amicizia è magica
- Jade Chen in Sofia la principessa
- Kaori Fujimiya in One Week Friends
- Hinami Fueguchi in Tokyo Ghoul
- Katherine Bridges in The Zhu Zhu Pets